# Cayo
Cayo is een district van Belize, gelegen in het westen van het land aan de grens met Guatemala. Het district huisvest de nationale hoofdstad Belmopan, maar de hoofdplaats van het district is San Ignacio, dat met zo'n 26.000 inwoners ook gevoelig groter is dan Belmopan (12.000 inwoners).
Het district heeft een oppervlakte van 5.338 km² en wordt bewoond door 75.046 mensen (2010).

## Economie
Hoewel het toerisme aan belang wint, is de landbouw nog de belangrijkste economische sector van Cayo. Men verbouwt er sinaasappelen, grapefruit, mandarijnen en bananen.
Het toerisme is vooral gericht op de overblijfselen van Maya-bouwwerken. In Cayo bevinden zich namelijk Xunantunich, Cahal Pech en Caracol. Nabij Belmopan zijn twee nationale parken: Blue Hole National Park en Guanacaste National Park.

## Plaatsen
Tot 1990 was San Ignacio de hoofdstad van het district. Andere plaatsen dan Belmopan en San Ignacio zijn: Benque Viejo del Carmen, San Antonio Cayo, Valley of Peace, St. Margret's, Roaring Creek, Albaina en Spanish Lookout.

## Bezienswaardigheden
- De botanische tuin Belize Botanic Gardens
- De Mayastad Xunantunich

Belize · Cayo · Corozal · Orange Walk · Stann Creek · Toledo